# Polyrhachis continua
Polyrhachis continua é uma espécie de formiga do gênero Polyrhachis, pertencente à subfamília Formicinae.